# Дејвид Веселс
Дејвид Веселс (енгл. David Wessels; 18. фебруар 1983) професионални је аустралијски рагби тренер. Тренутно је главни тренер Мелбурн ребелса, аустралијског представника у најјачем клупском такмичењу на Свету. Родио се и одрастао је у Јоханезбургу, у Јужној Африци. Након што се дуго бавио спортским новинарством, ушао је у тренерске воде. Био је две године (2008. и 2009) помоћни тренер за одбрану, у стручном штабу Стормерса, а затим је радио као помоћни тренер у универзитетској екипи Кејп Тауна. 2012. Веселс одлази у Аустралију где ће сарађивати са Џејком Вајтом и бити помоћни тренер за одбрану у стручном штабу Брамбиса. 2013. је радио као помоћни тренер Вестерн форса, а затим као један од тренера Перт спирита. Иако су постојале шпекулације да ће постати нови тренер ирског гиганта Манстера, Веселс је 2018. преузео кормило Мелбурн ребелса.